# Elecciones municipales de Arequipa de 1966
Las elecciones municipales de Arequipa de 1966 se llevaron a cabo el 13 de noviembre de 1966 para elegir al alcalde y al Concejo Provincial de Arequipa para el periodo 1967-1969. La elección se celebró simultáneamente con elecciones municipales en todo el país.
Como resultado, Alfredo Corzo Masías, candidato de la Coalición APRA–UNO, fue electo como alcalde provincial de Arequipa.

## Sistema electoral
La Municipalidad Provincial de Arequipa es el órgano administrativo y de gobierno de la provincia de Arequipa. Está compuesta por el alcalde y el Concejo Provincial.
La votación del alcalde y el concejo se realiza en base al sufragio universal alfabeto, que comprende a todos los ciudadanos nacionales y no nacionales mayores de veintiún años, empadronados y residentes en la provincia de Arequipa y en pleno goce de sus derechos políticos.
El Concejo Provincial de Arequipa está compuesto por 19 concejales elegidos por sufragio directo para un período de tres (3) años, en forma conjunta con la elección del alcalde (quien lo preside). La votación es por lista cerrada y bloqueada. Se asigna a la lista ganadora los escaños según el método d'Hondt.

## Composición del Concejo Provincial de Arequipa
La siguiente tabla muestra la composición del Concejo Provincial de Arequipa antes de las elecciones.
| Partidos | Partidos                                                    | Concejales |
| -------- | ----------------------------------------------------------- | ---------- |
|          | Alianza Acción Popular - Democracia Cristiana               | 10         |
|          | Coalición Partido Aprista Peruano - Unión Nacional Odriísta | 3          |
|          | Lista Independiente Movimiento de Renovación Municipal      | 1          |

## Partidos y candidatos
A continuación se muestra una lista de los principales partidos y alianzas electorales que participaron en las elecciones:
| Candidatura | Candidatura | Partidos y alianzas | Candidatos | Candidatos              | Ideología                                             | Resultado previo | Resultado previo | Ref.  |
| Candidatura | Candidatura | Partidos y alianzas | Candidatos | Candidatos              | Ideología                                             | Votos (%)        | Con.             | Ref.  |
| ----------- | ----------- | --- | ---------- | ----------------------- | ----------------------------------------------------- | ---------------- | ---------------- | ----- |
|             | AP–DC       | Lista - Alianza Acción Popular - Democracia Cristiana (AP–DC) – Acción Popular (AP) – Partido Demócrata Cristiano (DC)                          |            | Humberto Canepa Sardón  | Liberalismo Humanismo Democracia cristiana            | 69.04%           | 10               | [ 2 ] |
|             | APRA–UNO    | Lista - Coalición Partido Aprista Peruano - Unión Nacional Odriísta (APRA–UNO) – Partido Aprista Peruano (APRA) – Unión Nacional Odriísta (UNO) |            | Alfredo Corso Masías    | Aprismo Conservadurismo social Populismo de derecha   | 23.32%           | 3                | [ 2 ] |
|             | IND         | Lista - Lista Independiente Frente de Liberación Nacional                                                                                       |            | José Villalobos Ampuero | Marxismo-leninismo Mariateguismo Localismo arequipeño | Nuevo            | Nuevo            | [ 2 ] |

## Resultados

### Sumario general
|                        |                                                                        |              |              |              |           |           |
| Partidos y coaliciones | Partidos y coaliciones                                                 | Voto popular | Voto popular | Voto popular | Regidores | Regidores |
| Partidos y coaliciones | Partidos y coaliciones                                                 | Votos        | %            | +/−          | Total     | +/−       |
|                        | Coalición Partido Aprista Peruano - Unión Nacional Odriísta (APRA–UNO) | 29,213       | 45.21        | +21.89       | 9         | +6        |
|                        | Alianza Acción Popular - Democracia Cristiana (AP–DC)                  | 21,195       | 32.80        | –36.24       | 6         | –4        |
|                        | Lista Independiente Frente de Liberación Nacional                      | 14,213       | 21.99        | n/a          | 4         | +4        |
|                        |                                                                        |              |              |              |           |           |
| Total                  | Total                                                                  | 64,621       |              |              | 19        | +5        |
|                        |                                                                        |              |              |              |           |           |
| Votos válidos          | Votos válidos                                                          | 64,621       | 90.61        | +4.27        |           |           |
| Votos en blanco        | Votos en blanco                                                        | 3,038        | 4.26         | –0.85        |           |           |
| Votos nulos            | Votos nulos                                                            | 3,658        | 5.13         | –3.42        |           |           |
| Votos emitidos         | Votos emitidos                                                         | 71,317       | n/a          | n/a          |           |           |
| Abstenciones           | Abstenciones                                                           | n/d          | n/a          | n/a          |           |           |
| Votantes registrados   | Votantes registrados                                                   | n/d          |              |              |           |           |
|                        |                                                                        |              |              |              |           |           |
| Fuente:                |                                                                        |              |              |              |           |           |

## Elecciones municipales distritales

### Resultados por distrito
La siguiente tabla enumera el control de los distritos de la provincia de Arequipa. El cambio de mando de una organización política se resalta del color de ese partido.
| Distrito               | Alcalde(sa) titular                                        | Partido político                                           | Partido político                                           | Alcalde(sa) electo(a)     | Partido político | Partido político          |
| ---------------------- | ---------------------------------------------------------- | ---------------------------------------------------------- | ---------------------------------------------------------- | ------------------------- | ---------------- | ------------------------- |
| Cayma                  | Miguel Cuadros Huallpa                                     |                                                            | Unificado de Cayma                                         | Carlos Chirinos Gamero    |                  | Alianza AP-DC             |
| Cerro Colorado         | Onofre Flores Moscoso                                      |                                                            | Alianza AP-DC                                              | Onofre Flores Moscoso     |                  | Alianza AP-DC             |
| Characato              | Francisco Alí Guillén                                      |                                                            | Alianza AP-DC                                              | Emilio Torres Bejarano    |                  | Alianza AP-DC             |
| Chiguata               | Miguel Peralta Palomino                                    |                                                            | Alianza AP-DC                                              | Isaac Chávez R            |                  | Coalición APRA-UNO        |
| La Joya                | Jesús Díaz Lazo                                            |                                                            | Alianza AP-DC                                              | Leoncio Bernedo Linarez   |                  | Alianza AP-DC             |
| Mariano Melgar         | Creación del distrito (Ley N° 15594, 26 de agosto de 1965) | Creación del distrito (Ley N° 15594, 26 de agosto de 1965) | Creación del distrito (Ley N° 15594, 26 de agosto de 1965) | Eugenio Gutiérrez Medina  |                  | Unión Cívica Melgariana   |
| Miraflores             | Guillermo Arce Durand                                      |                                                            | Alianza AP-DC                                              | Raúl Rivera Arenas        |                  | Coalición APRA-UNO        |
| Mollebaya              | Pantaleón Torres Quequezana                                |                                                            | Alianza AP-DC                                              | Tomás Palo Cari           |                  | Alianza AP-DC             |
| Paucarpata             | Adrián Fernández Gonzales                                  |                                                            | Alianza AP-DC                                              | Adrián Fernández Gonzales |                  | Alianza AP-DC             |
| Pocsi                  | Salomé Herrera Cutipa                                      |                                                            | Coalición APRA-UNO                                         | Luis Cornejo Coaguila     |                  | Unión del Pueblo de Pocsi |
| Polobaya               | Higinio Cusi Paredes                                       |                                                            | Alianza AP-DC                                              | Nicacio Lajo Soto         |                  | Alianza AP-DC             |
| Quequeña               | Zenovio Díaz Paredes                                       |                                                            | Alianza AP-DC                                              | Salvador Cordova Flores   |                  | Alianza AP-DC             |
| Sabandía               | María Castro Torres                                        |                                                            | Alianza AP-DC                                              | María Castro Torres       |                  | Alianza AP-DC             |
| Sachaca                | René Arteaga Valdivia                                      |                                                            | Alianza AP-DC                                              | René Arteaga Valdivia     |                  | Alianza AP-DC             |
| San Juan de Siguas     | Mauro Álvarez Pérez                                        |                                                            | Coalición APRA-UNO                                         | Alberto Díaz Fernández    |                  | Coalición APRA-UNO        |
| San Juan de Tarucani   | Ismael Velásquez Molleapaza                                |                                                            | Alianza AP-DC                                              | Cecilio Quispe Chancolla  |                  | Alianza AP-DC             |
| Santa Isabel de Siguas | Víctor Butrón Valdivia                                     |                                                            | Coalición APRA-UNO                                         | Víctor Butrón Valdivia    |                  | Coalición APRA-UNO        |
| Santa Rita de Siguas   | Lucio Gómez Condori                                        |                                                            | Alianza AP-DC                                              | Lucio Gómez Condori       |                  | Alianza AP-DC             |
| Socabaya               | Mariano Medina Macedo                                      |                                                            | Alianza AP-DC                                              | Francisco Cuadros Acosta  |                  | Coalición APRA-UNO        |
| Tiabaya                | José Velarde Paredes                                       |                                                            | Alianza AP-DC                                              | Rosendo Velarde Manrique  |                  | Alianza AP-DC             |
| Uchumayo               | Manuel Adriazola                                           |                                                            | Acción Progresista de Uchumayo                             | Pablo Alegre Bejarano     |                  | Coalición APRA-UNO        |
| Vítor                  | Manuel Astorga Valderrama                                  |                                                            | Alianza AP-DC                                              | Raúl Cornejo              |                  | Alianza AP-DC             |
| Yanahuara              | Juan Chirinos Velarde                                      |                                                            | Alianza AP-DC                                              | Alberto Mares Velásquez   |                  | Coalición APRA-UNO        |
| Yarabamba              | Tomás Delgado Villanueva                                   |                                                            | Alianza AP-DC                                              | Guillermo Linares Barreda |                  | Alianza AP-DC             |
| Yura                   | José Fuentes Fuentes                                       |                                                            | Alianza AP-DC                                              | Elías Fuentes Delgado     |                  | Frente Independiente      |